# OneSat (satellite)
OneSat est la marque générique d’une série de satellites construits par Airbus Defence and Space (précédemment Astrium) pour les services de télécommunications par satellite depuis l’orbite géostationnaire.

## Développement
Ce programme fait suite au besoin d'Inmarsat de se procurer trois nouveaux satellites de haute capacité de communication dans la bande ka.